# Monella
Pour plus de détails, voir Fiche technique et Distribution.
Monella est un film italien réalisé par Tinto Brass et sorti en 1998.

## Synopsis
Dans les années 1950, dans la campagne du Nord italien, Lola (Anna Ammirati) est sur le point de se marier avec Masetto (Mario Parodi). Lola, toujours vierge, a hâte de faire l'amour, entre autres pour être sûr que Masetto est l'homme qu'il lui faut mais ce dernier préfère qu'elle reste vierge jusqu'au mariage. Lola a bien l'intention de le faire changer d'avis et met tout en œuvre pour cela.

## Fiche technique
- Titre : Monella
- Réalisateur : Tinto Brass
- Scénario : Tinto Brass et Carla Cipriani
- Musique : Pino Donaggio
- Format : Couleurs
- Durée : 105 minutes
- Pays :  Italie
- Date de sortie : 26 juin 1998

## Distribution
- Anna Ammirati : Lola
- Patrick Mower (en) : André
- Mario Parodi (it) : Masetto
- Susanna Martinková : Michelle
- Antonio Salines (it) : Pepè
- Francesca Nunzi : Wilma
- Vittorio Attene : Ginetto
- Laura Trotter : Carmelina
- Carlo Reali : Toni
- Serena Grandi : Zaira